# UEFA Europa Conference League 2022-2023 (qualificazioni)
La fase di qualificazione della UEFA Europa Conference League 2022-2023 si è disputata tra il 5 luglio e l'11 agosto 2022. Hanno partecipato a questa prima fase della competizione 147 club: 32 di essi si sono qualificati al successivo turno di spareggi, composto da 44 squadre.

## Date
| Turno         | Sorteggio             | Andata               | Ritorno              |
| ------------- | --------------------- | -------------------- | -------------------- |
| Primo turno   | 14 giugno 2022 (Nyon) | 5-6-7 luglio 2022    | 12-14 luglio 2022    |
| Secondo turno | 15 giugno 2022 (Nyon) | 19-20-21 luglio 2022 | 26-27-28 luglio 2022 |
| Terzo turno   | 18 luglio 2022 (Nyon) | 3-4 agosto 2022      | 9-10-11 agosto 2022  |

## Squadre

### PercorsoCampioni
Il Percorso Campioni comprende tutte le squadre vincitrici dei rispettivi campionati di lega che vengono eliminate dalla fase di qualificazione della Champions League, così suddivise:
- Secondo turno di qualificazione (16 squadre): le 3 perdenti del turno preliminare UCL e le 13 perdenti del primo turno di qualificazione UCL.
- Terzo turno di qualificazione (10 squadre): 2 squadre perdenti del primo turno di qualificazione UCL e le 8 vincitrici del secondo turno di qualificazione UECL.

Le 5 squadre vincitrici del terzo turno di qualificazione avanzano agli spareggi.
| Legenda                                                        | Legenda                        | Legenda | Legenda |
| -------------------------------------------------------------- | ------------------------------ | ------- | ------- |
| I club vincitori del terzo turno avanzano al turno di spareggi |                                |         |         |
| I club sconfitti nel secondo turno e                           | nel terzo turno sono eliminati |         |         |

| Squadre           | Coeff |
| ----------------- | ----- |
| Šachcër Salihorsk | 6.250 |
| RFS Riga          | 4.000 |

| Squadre          | Coeff  |
| ---------------- | ------ |
| CFR Cluj         | 19.500 |
| The New Saints   | 8.500  |
| Lincoln Red Imps | 7.250  |
| Zrinjski Mostar  | 7.000  |
| KÍ Klaksvík      | 6.250  |
| Sutjeska         | 6.250  |
| Lech Poznań      | 6.000  |
| Hibernians       | 5.500  |
| Levadia Tallinn  | 4.750  |
| Tobyl            | 4.500  |
| La Fiorita       | 4.000  |
| Dinamo Batumi    | 3.250  |
| Inter Escaldes   | 3.000  |
| Tirana           | 2.750  |
| Ballkani         | 1.633  |
| Víkingur         | 1.075  |

### PercorsoPiazzate
Il Percorso Piazzate comprende tutte le squadre non-campioni che non si qualificano direttamente al turno di spareggi, così suddivise:
- Primo turno di qualificazione (60 squadre): 60 squadre qualificate che entrano in questo turno.
- Secondo turno di qualificazione (90 squadre): 60 squadre direttamente qualificate a questo turno e 30 vincitrici del primo turno di qualificazione UECL.
- Terzo turno di qualificazione (54 squadre): 9 squadre direttamente qualificate a questo turno e 45 vincitrici del secondo turno di qualificazione UECL.

Le 27 squadre vincitrici del terzo turno di qualificazione avanzano agli spareggi.
| Legenda                                                        | Legenda             | Legenda                        | Legenda |
| -------------------------------------------------------------- | ------------------- | ------------------------------ | ------- |
| I club vincitori del terzo turno avanzano al turno di spareggi |                     |                                |         |
| I club sconfitti nel primo turno,                              | nel secondo turno e | nel terzo turno sono eliminati |         |

| Squadre        | Coeff  |
| -------------- | ------ |
| Zorja          | 18.000 |
| Anderlecht     | 11.500 |
| Wolfsberger    | 11.000 |
| Gil Vicente    | 10.676 |
| Twente         | 9.860  |
| Lugano         | 9.000  |
| Hajduk Spalato | 8.000  |
| Dundee Utd     | 7.380  |
| Panathīnaïkos  | 5.640  |

| Squadre             | Coeff  |
| ------------------- | ------ |
| Basilea             | 55.000 |
| Slavia Praga        | 52.000 |
| Young Boys          | 37.000 |
| AZ Alkmaar          | 28.500 |
| PAOK                | 25.000 |
| İstanbul Başakşehir | 25.000 |
| Maccabi Tel Aviv    | 24.500 |
| Astana              | 20.500 |
| Molde               | 19.000 |
| APOEL               | 18.000 |
| FCSB                | 17.500 |
| BATĖ Borisov        | 17.500 |
| Rapid Vienna        | 16.000 |
| Rijeka              | 15.000 |
| Anversa             | 14.500 |
| Hapoel Be'er Sheva  | 14.000 |
| Sparta Praga        | 13.500 |
| Fehérvár            | 11.500 |
| Vitória Guimarães   | 10.676 |
| CSKA Sofia          | 10.500 |
| Sūduva              | 10.000 |
| Brøndby             | 8.500  |
| Spartak Trnava      | 8.500  |
| Qairat              | 8.000  |
| Osijek              | 8.000  |
| U Craiova           | 7.500  |
| Motherwell          | 7.380  |
| Neftçi Baku         | 7.000  |
| Čukarički           | 6.675  |
| Radnički Niš        | 6.675  |

| Squadre           | Coeff |
| ----------------- | ----- |
| Vaduz             | 6.500 |
| Vorskla           | 6.360 |
| Arīs Salonicco    | 5.640 |
| Viking            | 5.450 |
| Lillestrøm        | 5.450 |
| Viborg            | 5.435 |
| Konyaspor         | 5.420 |
| Arīs Limassol     | 5.275 |
| Ararat-Armenia    | 5.000 |
| AIK               | 5.000 |
| Maccabi Natanya   | 4.875 |
| Djurgården        | 4.575 |
| Elfsborg          | 4.575 |
| Botev Plovdiv     | 3.900 |
| Levski Sofia      | 3.900 |
| Qəbələ            | 3.500 |
| Sepsi             | 3.430 |
| Zirə              | 3.400 |
| Puskás Akadémia   | 3.275 |
| Kisvárda          | 3.275 |
| Raków Częstochowa | 3.175 |
| Qyzyljar          | 3.150 |
| Koper             | 3.000 |
| Homel'            | 2.500 |
| Velež Mostar      | 2.000 |
| Valmiera          | 2.000 |
| RU Luxembourg     | 2.000 |
| St Patrick's      | 1.625 |
| Vllaznia          | 1.600 |
| Makedonija G.P.   | 1.400 |

| Squadre             | Coeff |
| ------------------- | ----- |
| Flora Tallinn       | 9.750 |
| Škendija            | 9.000 |
| Riga FC             | 8.000 |
| Alaškert            | 8.000 |
| Olimpia Lubiana     | 7.750 |
| KuPS                | 7.500 |
| Fola Esch           | 7.500 |
| Budućnost           | 7.000 |
| Dinamo Tbilisi      | 6.500 |
| DAC Dunajská Streda | 6.500 |
| Laçi                | 6.000 |
| NŠ Mura             | 5.500 |
| Drita               | 5.000 |
| Dinamo Minsk        | 5.000 |
| B36 Tórshavn        | 4.750 |
| Petrocub Hîncești   | 4.500 |
| Liepāja             | 4.500 |
| Europa FC           | 4.500 |
| Partizani Tirana    | 4.250 |
| Breiðablik          | 4.000 |
| HB Tórshavn         | 4.000 |
| Gżira Utd           | 4.000 |
| Milsami Orhei       | 3.750 |
| Kauno Žalgiris      | 3.500 |
| Bala Town           | 3.250 |
| Tre Penne           | 3.250 |
| St Joseph's         | 3.250 |
| Crusaders           | 3.250 |
| Pogoń Stettino      | 3.175 |
| Lechia Danzica      | 3.175 |

| Squadre           | Coeff |
| ----------------- | ----- |
| Ružomberok        | 3.125 |
| Borac Banja Luka  | 3.000 |
| Inter Turku       | 3.000 |
| KR Reykjavík      | 3.000 |
| Tre Fiori         | 3.000 |
| Saburtalo Tbilisi | 3.000 |
| Sfîntul Gheorghe  | 2.500 |
| Víkingur Gøta     | 2.500 |
| Floriana          | 2.250 |
| Derry City        | 2.250 |
| Larne             | 2.000 |
| Panevėžys         | 2.000 |
| Paide             | 2.000 |
| Cliftonville      | 2.000 |
| Tuzla City        | 1.825 |
| SJK               | 1.775 |
| Differdange 03    | 1.750 |
| Llapi             | 1.633 |
| Gjilani           | 1.633 |
| Ararat            | 1.625 |
| Sligo Rovers      | 1.625 |
| Dila Gori         | 1.400 |
| Brera Strumica    | 1.400 |
| Ħamrun Spartans   | 1.400 |
| Newtown           | 1.100 |
| FCB Magpies       | 1.083 |
| Dečić             | 1.000 |
| Iskra Danilovgrad | 1.000 |
| UE Santa Coloma   | 0.933 |
| Atlètic Escaldes  | 0.933 |

## Risultati

### Primo turno

#### Sorteggio
Un totale di 60 squadre si affronteranno nel primo turno di qualificazione. I club verranno suddivisi in due: teste di serie e non teste di serie (in base al ranking per coefficienti rilevato a inizio stagione). Prima del sorteggio, la UEFA ha formato sei gironi da dieci squadre (cinque teste di serie e cinque non teste di serie) secondo i principi stabiliti dal Comitato Competizioni per Club. La prima squadra estratta in ogni accoppiamento è la squadra che giocherà in casa la gara di andata.
| Gruppo 1                                                     | Gruppo 1                                                          | Gruppo 2                                                           | Gruppo 2                                                        | Gruppo 3                                                     | Gruppo 3                                                     |
| Teste di serie                                               | Non teste di serie                                                | Teste di serie                                                     | Non teste di serie                                              | Teste di serie                                               | Non teste di serie                                           |
| ------------------------------------------------------------ | ----------------------------------------------------------------- | ------------------------------------------------------------------ | --------------------------------------------------------------- | ------------------------------------------------------------ | ------------------------------------------------------------ |
| Dinamo Tbilisi Alaškert Drita Lechia Danzica Milsami Orhei   | Inter Turku Panevėžys Paide Brera Strumica Ħamrun Spartans        | KuPS Laçi NŠ Mura Liepāja Kauno Žalgiris                           | Sfîntul Gheorghe Ružomberok Dila Gori Gjilani Iskra Danilovgrad | Olimpia Lubiana Budućnost B36 Tórshavn Gżira Utd St Joseph's | Borac Banja Luka Larne Differdange 03 Atlètic Escaldes Llapi |
| Gruppo 4                                                     | Gruppo 4                                                          | Gruppo 5                                                           | Gruppo 5                                                        | Gruppo 6                                                     | Gruppo 6                                                     |
| Teste di serie                                               | Non teste di serie                                                | Teste di serie                                                     | Non teste di serie                                              | Teste di serie                                               | Non teste di serie                                           |
| Bala Town Breiðablik Europa FC DAC Dunajská Streda Fola Esch | Víkingur Gøta Tre Fiori Sligo Rovers Cliftonville UE Santa Coloma | Škendija Dinamo Minsk Partizani Tirana Tre Penne Petrocub Hîncești | Saburtalo Tbilisi Floriana Ararat-Armenia Tuzla City Dečić      | Flora Tallinn Pogoń Stettino Crusaders HB Tórshavn Riga FC   | FCB Magpies Derry City SJK Newtown KR Reykjavík              |

#### Risultati
| Squadra 1           | Totale          | Squadra 2         | Andata | Ritorno     |
| ------------------- | --------------- | ----------------- | ------ | ----------- |
| Alaškert            | 2 - 4           | Ħamrun Spartans   | 1 - 0  | 1 - 4       |
| Lechia Danzica      | 6 - 2           | Brera Strumica    | 4 - 1  | 2 - 1       |
| Inter Turku         | 1 - 3           | Drita             | 1 - 0  | 0 - 3       |
| Dinamo Tbilisi      | 4 - 4 (5-6 dtr) | Paide             | 2 - 3  | 2 - 1 (dts) |
| Panevėžys           | 0 - 2           | Milsami Orhei     | 0 - 0  | 0 - 2       |
| Laçi                | 1 - 0           | Iskra Danilovgrad | 0 - 0  | 1 - 0       |
| Gjilani             | 2 - 3           | Liepāja           | 1 - 0  | 1 - 3       |
| Sfîntul Gheorghe    | 2 - 4           | NŠ Mura           | 1 - 2  | 1 - 2       |
| KuPS                | 2 - 0           | Dila Gori         | 2 - 0  | 0 - 0       |
| Ružomberok          | 2 - 0           | Kauno Žalgiris    | 2 - 0  | 0 - 0       |
| Budućnost           | 4 - 2           | Llapi             | 2 - 0  | 2 - 2       |
| Gżira Utd           | 2 - 1           | Atlètic Escaldes  | 1 - 1  | 1 - 0 (dts) |
| Borac Banja Luka    | 3 - 3 (3-4 dtr) | B36 Tórshavn      | 2 - 0  | 1 - 3 (dts) |
| Olimpia Lubiana     | 3 - 2           | Differdange 03    | 1 - 1  | 2 - 1 (dts) |
| St Joseph's         | 1 - 0           | Larne             | 0 - 0  | 1 - 0       |
| UE Santa Coloma     | 1 - 5           | Breiðablik        | 0 - 1  | 1 - 4       |
| DAC Dunajská Streda | 5 - 1           | Cliftonville      | 2 - 1  | 3 - 0       |
| Víkingur Gøta       | 3 - 1           | Europa FC         | 1 - 0  | 2 - 1       |
| Bala Town           | 2 - 2 (3-4 dtr) | Sligo Rovers      | 1 - 2  | 1 - 0 (dts) |
| Fola Esch           | 1 - 4           | Tre Fiori         | 0 - 1  | 1 - 3       |
| Dinamo Minsk        | 3 - 2           | Dečić             | 1 - 1  | 2 - 1       |
| Tre Penne           | 0 - 8           | Tuzla City        | 0 - 2  | 0 - 6       |
| Saburtalo Tbilisi   | 1 - 1 (5-4 dtr) | Partizani Tirana  | 0 - 1  | 1 - 0 (dts) |
| Škendija            | 4 - 2           | Ararat            | 2 - 0  | 2 - 2       |
| Floriana            | 0 - 1           | Petrocub Hîncești | 0 - 0  | 0 - 1       |
| Pogoń Stettino      | 4 - 2           | KR Reykjavík      | 4 - 1  | 0 - 1       |
| HB Tórshavn         | 2 - 2 (2-4 dtr) | Newtown           | 1 - 0  | 1 - 2 (dts) |
| FCB Magpies         | 3 - 4           | Crusaders         | 2 - 1  | 1 - 3       |
| Flora Tallinn       | 3 - 4           | SJK               | 1 - 0  | 2 - 4 (dts) |
| Derry City          | 0 - 4           | Riga FC           | 0 - 2  | 0 - 2       |

Note
1. 1 2 3 4  Inversione di campo rispetto all'esito del sorteggio.

##### Andata
| Arbitro: | Zaven Hovhannisyan |

|               |           |           |
| Jefferson 46’ | Marcatori | 65’ Lopez |

| Gibilterra 5 luglio 2022, ore 19:00 CEST ritorno → | St Joseph's          | 0 – 0 referto | Larne | Victoria Stadium (677 spett.)\| Arbitro: \| Ioannis Papadopoulos \| |
| Arbitro:                                           | Ioannis Papadopoulos |               |       |                                                                     |

| Arbitro: | Jan Petrik |

|           |           |  |
| Niska 77’ | Marcatori |  |

| Arbitro: | Kristoffer Karlsson |

|               |           |  |
| Bárðarson 51’ | Marcatori |  |

| Arbitro: | Vassilis Fotias |

|               |           |  |
| Edigaryan 25’ | Marcatori |  |

| Arbitro: | Veaceslav Banari |

|  |           |                  |
|  | Marcatori | 14’ Thorvaldsson |

| Panevėžys 7 luglio 2022, ore 18:00 CEST ritorno → | Panevėžys   | 0 – 0 referto | Milsami Orhei | Stadio Aukštaitija (1 550 spett.)\| Arbitro: \| Mario Zebec \| |
| Arbitro:                                          | Mario Zebec |               |               |                                                                |

| Arbitro: | Luca Cibelli |

|                                   |           |  |
| Ikaunieks 32’ Väyrynen 90’ (rig.) | Marcatori |  |

| Arbitro: | Rauf Jabarov |

|                        |           |  |
| Tatar 37’ Piščević 84’ | Marcatori |  |

| Arbitro: | Mohammed Al-Emara |

|  |           |          |
|  | Marcatori | 47’ Cara |

| Arbitro: | Eldorjan Hamiti |

|                                           |           |              |
| Drygas 7’, 56’ Zahovič 16’ Bartkowski 40’ | Marcatori | 71’ Lárusson |

| Arbitro: | Helgi Mikael Jónasson |

|                   |           |              |
| Bent 44’ Pibe 48’ | Marcatori | 63’ Forsythe |

| Arbitro: | Lazar Lukić |

|            |           |  |
| Miller 21’ | Marcatori |  |

| Arbitro: | Ion Orlic |

|                                 |           |  |
| Pilibaitis 13’ (aut.) Gerec 68’ | Marcatori |  |

| Arbitro: | Miloš Bošković |

|                                |           |                                 |
| Skhirtladze 22’ Kharabadze 65’ | Marcatori | 61’ Luts 81’ Singhateh 89’ Piht |

| Arbitro: | Vitālijs Spasjoņņikovs |

|             |           |                               |
| Ibrahim 89’ | Marcatori | 65’ Cipot 73’ (aut.) Calancea |

| Arbitro: | Mykola Balakin |

|             |           |                  |
| Milović 62’ | Marcatori | 10’ (aut.) Krefl |

| Ta' Qali 7 luglio 2022, ore 19:00 CEST ritorno → | Floriana   | 0 – 0 referto | Petrocub Hîncești | Centenary Stadium (652 spett.)\| Arbitro: \| Pavel Orel \| |
| Arbitro:                                         | Pavel Orel |               |                   |                                                            |

| Elbasan 7 luglio 2022, ore 20:00 CEST ritorno → | Laçi          | 0 – 0 referto | Iskra Danilovgrad | Elbasan Arena (200 spett.)\| Arbitro: \| Alain Durieux \| |
| Arbitro:                                        | Alain Durieux |               |                   |                                                           |

| Arbitro: | Robert Ian Jenkins |

|             |           |  |
| Dabiqaj 37’ | Marcatori |  |

| Arbitro: | Jason Barcelo |

|           |           |                    |
| Mendes 6’ | Marcatori | 28’ Keena 49’ Mata |

| Arbitro: | Visar Kastrati |

|  |           |           |
|  | Marcatori | 85’ Nunez |

| Arbitro: | Jérémie Pignard |

|             |           |              |
| Kisljak 33’ | Marcatori | 26’ Denković |

| Arbitro: | Lukas Fähndrich |

|                     |           |  |
| Shala 21’ Nafiu 45’ | Marcatori |  |

| Arbitro: | Robertas Valikonis |

|            |           |  |
| Wardum 66’ | Marcatori |  |

| Arbitro: | Nicolas Laforge |

|                                           |           |             |
| Flávio Paixão 17’, 39’, 66’ Zwoliński 25’ | Marcatori | 81’ Joković |

| Arbitro: | Fedayi San |

|                            |           |  |
| Mijović 23’ Ignjatović 32’ | Marcatori |  |

| Arbitro: | Juan Martínez Munuera |

|                          |           |          |
| Szánthó 25’ Krstović 65’ | Marcatori | 28’ Hale |

| Arbitro: | Dzmitry Dzmitryieu |

|  |           |                       |
|  | Marcatori | 90+2’, 90+3’ Nargalic |

| Arbitro: | Vilhjálmur Alvar Þórarinsson |

|  |           |                        |
|  | Marcatori | 41’ Ramos 68’ Filippov |

##### Ritorno
| Arbitro: | Neil Doyle |

|                             |           |  |
| Simonovski 2’ Muja 49’, 51’ | Marcatori |  |

| Arbitro: | Tore Hansen |

|                                                     |           |              |
| Karašausks 49’ (rig.) Belaković 64’ Dodô 88’ (rig.) | Marcatori | 51’ Krasniqi |

| Arbitro: | Daniele Chiffi |

|               |           |                        |
| Mitrovski 59’ | Marcatori | 37’ Gajos 82’ Pietrzak |

| Arbitro: | Antti Munukka |

|             |           |                      |
| Sánchez 73’ | Marcatori | 19’, 45+1’ Vatnhamar |

| Arbitro: | Oleksii Derevinskyi |

|                    |           |                            |
| Malak'yan 49’, 79’ | Marcatori | 2’ (aut.) Bravo 45+3’ Guri |

| Arbitro: | Svein Oddvar Moen |

|                                                  |                      |                                                   |
| Singhateh 115’ (rig.)                            | Marcatori            | 69’ Skhirtladze 93’ Antilevski                    |
| Mošnikov Palumets Tambedou Saarma Singhateh Piht | Tiri di rigore 6 – 5 | Antilevski Kutsia Osei Camara Gabedava Kharabadze |

| Arbitro: | Vasilis Dimitriou |

|                               |           |  |
| Spătaru 4’ Akpudje 54’ (aut.) | Marcatori |  |

| Marijampolė 14 luglio 2022, ore 18:00 CEST ← andata | Kauno Žalgiris      | 0 – 0 (tot.: 0-2) referto | Ružomberok | Futbolo stadionas Marijampolėje (423 spett.)\| Arbitro: \| Evangelos Manouchos \| |
| Arbitro:                                            | Evangelos Manouchos |                           |            |                                                                                   |

| Arbitro: | Yigal Frid |

|                                                                                |           |  |
| Smajlagić 35’ (rig.), 57’ Čeliković 49’ Kuzmanović 50’ Šukilović 58’ Buric 83’ | Marcatori |  |

| Arbitro: | Jørgen Burchardt |

|                                           |           |                        |
| Jervis 59’ (rig.), 66’, 85’ Tikkanen 113’ | Marcatori | 9’ Lilander 47’ Ojamaa |

| Gori 14 luglio 2022, ore 19:00 CEST ← andata | Dila Gori       | 0 – 0 (tot.: 0-2) referto | KuPS | Tengiz Burjanadze Stadium (4 100 spett.)\| Arbitro: \| Sayat Karabayev \| |
| Arbitro:                                     | Sayat Karabayev |                           |      |                                                                           |

| Arbitro: | Vitaliy Romanov |

|  |           |                |
|  | Marcatori | 105’ Jefferson |

| Arbitro: | Joonas Jaanovits |

|                                               |                      |                                  |
| Egilsson 35’, 54’ (rig.), 66’ (rig.)          | Marcatori            | 75’ Tatar                        |
| Nattestad Eriksen Nielsen Heinesen Enevoldsen | Tiri di rigore 4 – 3 | Tatar Lukić Ćorić Piščević Subić |

| Arbitro: | Artyom Kuchin |

|            |           |  |
| Țurcan 26’ | Marcatori |  |

| Arbitro: | Jan Macháleks |

|                |           |  |
| Ramos 33’, 76’ | Marcatori |  |

| Arbitro: | Walter Altmann |

|                                     |                      |                                   |
| Cowans 35’ Mwandwe 45+1’            | Marcatori            | 48’ Petersen                      |
| Jones Rushton Ismail Cowans Mwandwe | Tiri di rigore 4 – 2 | Dalbúd Jónsson Johansen Samuelsen |

| Arbitro: | Stuart Attwell |

|             |           |                        |
| Bedouret 9’ | Marcatori | 80’ Doffo 112’ Milović |

| Arbitro: | Miloš Savović |

|                                             |           |               |
| Prša 55’ Guillaumier 63’ Jonny 73’ Dodô 75’ | Marcatori | 48’ Edigaryan |

| Arbitro: | Joey Kooij |

|                       |           |                |
| Petković 46’ Daku 81’ | Marcatori | 77’ Svinarenco |

| Arbitro: | Mads-Kristoffer Kristoffersen |

|                          |           |                    |
| Firmino 45+1’ Kurtaj 71’ | Marcatori | 23’, 64’ Đukanović |

| Arbitro: | Jochem Kamphuis |

|                          |                      |                                   |
|                          | Marcatori            | 35’ Edwards                       |
| Cawley Kirk Keena Blaney | Tiri di rigore 4 – 3 | Venables Edwards Spittle Kay Wall |

| Arbitro: | Darren England |

|                                                   |                      |                                                                                        |
|                                                   | Marcatori            | 53’ Sikharulidze                                                                       |
| Atanaskoski Bitri Telushi Skuka Rrapaj Sota Gueye | Tiri di rigore 4 – 5 | Jinjolava Chaduneli Guliashvili Nonikashvili Sikharulidze Gocholeishvili Mamageishvili |

| Arbitro: | Andrew Davey |

|              |           |  |
| Hallsson 44’ | Marcatori |  |

| Arbitro: | Michal Ocenáš |

|  |           |              |
|  | Marcatori | 79’ Valarino |

| Arbitro: | Viktor Kopiievsky |

|                                |           |                    |
| Goh 30’ Gjurčinoski 45+1’, 51’ | Marcatori | 37’ Correia Mendes |

| Arbitro: | Dragomir Draganov |

|             |           |                        |
| Bećiraj 60’ | Marcatori | 26’ Sachivko 77’ Bakić |

| Arbitro: | Kaarlo Oskari Hämäläinen |

|                                        |           |              |
| Heatley 33’ Winchester 80’ Burns 90+3’ | Marcatori | 37’ Casciaro |

| Arbitro: | Þorvaldur Árnason |

|  |           |                                         |
|  | Marcatori | 12’ Veselovský 65’, 90’ (rig.) Krstović |

| Arbitro: | Luca Pairetto |

|  |           |              |
|  | Marcatori | 19’ Mazrekaj |

| Arbitro: | Joni Hyytiä |

|                                                                      |           |             |
| Thorvaldsson 45’ Gunnlaugsson 50’ (rig.) Yeoman 64’ Steindórsson 67’ | Marcatori | 30’ Paredes |

### Secondo turno

#### Sorteggio
Il sorteggio per il secondo turno di qualificazione si svolgerà il 15 giugno 2022, ore 14:00 CEST.
Un totale di 106 squadre si affronteranno nel secondo turno di qualificazione. Saranno divisi in due percorsi:
- Campioni (16 squadre): Le squadre, la cui identità non era nota al momento del sorteggio, saranno divise in questo modo:
  - Teste di serie: 13 delle 15 perdenti del primo turno di qualificazione della Champions League, (due delle squadre riceveranno un bye al terzo turno di qualificazione).
  - Non teste di serie: Le 3 perdenti del turno preliminare della Champions League.
- Piazzate (90 squadre): 60 squadre che entrano in questo turno, e 30 vincitrici del primo turno di qualificazione.[4]

| Gruppo 1                                              | Gruppo 1           | Gruppo 2                                                    | Gruppo 2           | Gruppo 3                        | Gruppo 3           |
| Teste di serie                                        | Non teste di serie | Teste di serie                                              | Non teste di serie | Teste di serie                  | Non teste di serie |
| ----------------------------------------------------- | ------------------ | ----------------------------------------------------------- | ------------------ | ------------------------------- | ------------------ |
| Víkingur Sutjeska KÍ Klaksvík The New Saints Ballkani | La Fiorita         | Lech Poznań Zrinjski Mostar Dinamo Batumi Tirana Hibernians | Levadia Tallinn    | CFR Cluj Tobyl Lincoln Red Imps | Inter Escaldes     |

| Gruppo 1                                                       | Gruppo 1                                              | Gruppo 2                                                       | Gruppo 2                                                                  | Gruppo 3                                                | Gruppo 3                                                      |
| Teste di serie                                                 | Non teste di serie                                    | Teste di serie                                                 | Non teste di serie                                                        | Teste di serie                                          | Non teste di serie                                            |
| -------------------------------------------------------------- | ----------------------------------------------------- | -------------------------------------------------------------- | ------------------------------------------------------------------------- | ------------------------------------------------------- | ------------------------------------------------------------- |
| APOEL İstanbul Başakşehir Fehérvár Arīs Salonicco Radnički Niš | Maccabi Natanya Gżira Utd Botev Plovdiv Qəbələ Homel' | FCSB Hapoel Be'er Sheva CSKA Sofia Ħamrun Spartans Neftçi Baku | Dinamo Minsk Arīs Limassol Saburtalo Tbilisi Makedonija G.P. Velež Mostar | Paide BATĖ Borisov Qairat U Craiova Maccabi Tel Aviv    | Konyaspor Zirə Ararat Kisvárda Vllaznia                       |
| Gruppo 4                                                       | Gruppo 4                                              | Gruppo 5                                                       | Gruppo 5                                                                  | Gruppo 6                                                | Gruppo 6                                                      |
| Teste di serie                                                 | Non teste di serie                                    | Teste di serie                                                 | Non teste di serie                                                        | Teste di serie                                          | Non teste di serie                                            |
| Young Boys SJK Rapid Vienna Osijek Olimpia Lubiana             | Lillestrøm Sepsi Liepāja Lechia Danzica Qyzyljar      | Slavia Praga Sūduva Spartak Trnava NŠ Mura Budućnost           | Viborg Breiðablik St Joseph's Newtown St Patrick's                        | AZ Alkmaar Molde Motherwell Brøndby DAC Dunajská Streda | Elfsborg Víkingur Gøta Tuzla City Sligo Rovers Pogoń Stettino |
| Gruppo 7                                                       | Gruppo 7                                              | Gruppo 8                                                       | Gruppo 8                                                                  | Gruppo 9                                                | Gruppo 9                                                      |
| Teste di serie                                                 | Non teste di serie                                    | Teste di serie                                                 | Non teste di serie                                                        | Teste di serie                                          | Non teste di serie                                            |
| Riga FC Anversa Basilea Tre Fiori Vaduz                        | Drita Koper Ružomberok Crusaders B36 Tórshavn         | PAOK Rijeka Vitória Guimarães Čukarički Laçi                   | Djurgården Petrocub Hîncești Levski Sofia Puskás Akadémia RU Luxembourg   | Astana Sparta Praga KuPS Škendija Vorskla               | Viking AIK Raków Częstochowa Milsami Orhei Valmiera           |

* I vincitori del primo turno di qualificazione, non erano noti al momento del sorteggio 

#### Risultati
| Squadra 1           | Totale          | Squadra 2           | Andata   | Ritorno     |
| Campioni            | Campioni        | Campioni            | Campioni | Campioni    |
| ------------------- | --------------- | ------------------- | -------- | ----------- |
| La Fiorita          | 0 - 10          | Ballkani            | 0 - 4    | 0 - 6       |
| Víkingur            | 2 - 0           | The New Saints      | 2 - 0    | 0 - 0       |
| Sutjeska            | 0 - 1           | KÍ Klaksvík         | 0 - 0    | 0 - 1       |
| Hibernians          | 4 - 3           | Levadia Tallinn     | 3 - 2    | 1 - 1       |
| Tirana              | 2 - 4           | Zrinjski Mostar     | 0 - 1    | 2 - 3       |
| Lech Poznań         | 6 - 1           | Dinamo Batumi       | 5 - 0    | 1 - 1       |
| CFR Cluj            | 4 - 1           | Inter Escaldes      | 3 - 0    | 1 - 1       |
| Tobyl               | 3 - 0           | Lincoln Red Imps    | 2 - 0    | 1 - 0       |
| Piazzate            |                 |                     |          |             |
| Gżira Utd           | 5 - 5 (3-1 dtr) | Radnički Niš        | 2 - 2    | 3 - 3 (dts) |
| Arīs Salonicco      | 7 - 2           | Homel'              | 5 - 1    | 2 - 1       |
| Botev Plovdiv       | 0 - 2           | APOEL               | 0 - 0    | 0 - 2       |
| Fehérvár            | 5 - 3           | Qəbələ              | 4 - 1    | 1 - 2       |
| İstanbul Başakşehir | 2 - 1           | Maccabi Natanya     | 1 - 1    | 1 - 0       |
| Arīs Limassol       | 2 - 3           | Neftçi Baku         | 2 - 0    | 0 - 3       |
| Velež Mostar        | 0 - 2           | Ħamrun Spartans     | 0 - 1    | 0 - 1       |
| Saburtalo Tbilisi   | 3 - 4           | FCSB                | 1 - 0    | 2 - 4       |
| Makedonija G.P.     | 0 - 4           | CSKA Sofia          | 0 - 0    | 0 - 4       |
| Hapoel Be'er Sheva  | 3 - 1           | Dinamo Minsk        | 2 - 1    | 1 - 0       |
| Zirə                | 0 - 3           | Maccabi Tel Aviv    | 0 - 3    | 0 - 0       |
| Vllaznia            | 1 - 4           | U Craiova           | 1 - 1    | 0 - 3       |
| Ararat-Armenia      | 0 - 0 (3-5 dtr) | Paide               | 0 - 0    | 0 - 0 (dts) |
| Qairat              | 0 - 2           | Kisvárda            | 0 - 1    | 0 - 1       |
| BATĖ Borisov        | 0 - 5           | Konyaspor           | 0 - 3    | 0 - 2       |
| Sepsi               | 3 - 3 (4-2 dtr) | Olimpia Lubiana     | 3 - 1    | 0 - 2 (dts) |
| Qyzyljar            | 3 - 2           | Osijek              | 1 - 2    | 2 - 0       |
| Liepāja             | 0 - 4           | Young Boys          | 0 - 1    | 0 - 3       |
| Rapid Vienna        | 2 - 1           | Lechia Danzica      | 0 - 0    | 2 - 1       |
| SJK                 | 2 - 6           | Lillestrøm          | 0 - 1    | 2 - 5       |
| Breiðablik          | 3 - 2           | Budućnost           | 2 - 0    | 1 - 2       |
| St Patrick's        | 1 - 1 (6-5 dtr) | NŠ Mura             | 1 - 1    | 0 - 0 (dts) |
| St Joseph's         | 0 - 11          | Slavia Praga        | 0 - 4    | 0 - 7       |
| Spartak Trnava      | 6 - 2           | Newtown             | 4 - 1    | 2 - 1       |
| Sūduva              | 0 - 2           | Viborg              | 0 - 1    | 0 - 1       |
| Víkingur Gøta       | 0 - 4           | DAC Dunajská Streda | 0 - 2    | 0 - 2       |
| Pogoń Stettino      | 1 - 5           | Brøndby             | 1 - 1    | 0 - 4       |
| AZ Alkmaar          | 5 - 0           | Tuzla City          | 1 - 0    | 4 - 0       |
| Motherwell          | 0 - 3           | Sligo Rovers        | 0 - 1    | 0 - 2       |
| Molde               | 6 - 2           | Elfsborg            | 4 - 1    | 2 - 1       |
| Koper               | 1 - 2           | Vaduz               | 0 - 1    | 1 - 1 (dts) |
| B36 Tórshavn        | 1 - 0           | Tre Fiori           | 1 - 0    | 0 - 0       |
| Ružomberok          | 1 - 5           | Riga FC             | 0 - 3    | 1 - 2       |
| Basilea             | 3 - 1           | Crusaders           | 2 - 0    | 1 - 1       |
| Anversa             | 2 - 0           | Drita               | 0 - 0    | 2 - 0       |
| Petrocub Hîncești   | 4 - 1           | Laçi                | 0 - 0    | 4 - 1       |
| RU Luxembourg       | 1 - 8           | Čukarički           | 1 - 4    | 0 - 4       |
| Levski Sofia        | 3 - 1           | PAOK                | 2 - 0    | 1 - 1       |
| Vitória Guimarães   | 3 - 0           | Puskás Akadémia     | 3 - 0    | 0 - 0       |
| Rijeka              | 1 - 4           | Djurgården          | 1 - 2    | 0 - 2       |
| Vorskla             | 3 - 4           | AIK                 | 3 - 2    | 0 - 2 (dts) |
| Valmiera            | 2 - 5           | Škendija            | 1 - 2    | 1 - 3       |
| Raków Częstochowa   | 6 - 0           | Astana              | 5 - 0    | 1 - 0       |
| KuPS                | 6 - 3           | Milsami Orhei       | 2 - 2    | 4 - 1       |
| Sparta Praga        | 1 - 2           | Viking              | 0 - 0    | 1 - 2       |

Note
1. 1 2 3 4  Inversione di campo rispetto all'esito del sorteggio.

##### Andata

###### Campioni
| Arbitro: | Volen Chinkov |

|                                      |           |                       |
| Apap 17’ Degabriele 24’ Muritala 90’ | Marcatori | 87’ Uggè 90+4’ Agyiri |

| Arbitro: | Loukas Sotiriou |

|  |           |                    |
|  | Marcatori | 12’ (rig.) Bilbija |

| Arbitro: | Nikola Popov |

|  |           |                                           |
|  | Marcatori | 6’ Korenica 23’, 50’ Rrahmani 73’ Berisha |

| Podgorica 20 luglio 2022, ore 21:00 CEST ritorno → | Sutjeska       | 0 – 0 referto | KÍ Klaksvík | DG Arena (920 spett.)\| Arbitro: \| Arda Kardeşler \| |
| Arbitro:                                           | Arda Kardeşler |               |             |                                                       |

| Arbitro: | Matthew De Gabriele |

|                                 |           |  |
| Zhaksylykov 65’ Tomašević 90+1’ | Marcatori |  |

| Arbitro: | Ian McNabb |

|                                             |           |  |
| Skóraś 10’, 33’ Amaral 24’, 66’ Ishak 90+4’ | Marcatori |  |

| Arbitro: | Alex Troleis |

|                                                  |           |  |
| Betancor 5’ (rig.) Debeljuh 38’ Feher 84’ (aut.) | Marcatori |  |

| Arbitro: | Peter Kráľovič |

|                                |           |  |
| Ingason 29’ (rig.), 57’ (rig.) | Marcatori |  |

###### Piazzate
| Sofia 20 luglio 2022, ore 19:00 CEST ritorno → | Botev Plovdiv | 0 – 0 referto | APOEL | Stadio nazionale Vasil Levski (4 120 spett.)\| Arbitro: \| Balázs Berke \| |
| Arbitro:                                       | Balázs Berke  |               |       |                                                                            |

| Arbitro: | Nejc Kajtazović |

|  |           |                          |
|  | Marcatori | 8’ Krstović 81’ Cigaņiks |

| Arbitro: | Aleksandrs Anufrijevs |

|                     |           |                               |
| Nejašmić 84’ (aut.) | Marcatori | 58’ Topčagić 76’ Kleinheisler |

| Arbitro: | Peter Kjærsgaard-Andersen |

|  |           |           |
|  | Marcatori | 82’ Asani |

| Arbitro: | David Munro |

|  |           |               |
|  | Marcatori | 73’ Fassnacht |

| Erevan 21 luglio 2022, ore 17:00 CEST ritorno → | Ararat-Armenia | 0 – 0 referto | Paide | FFA Academy Stadium (1 400 spett.)\| Arbitro: \| Sandi Putros \| |
| Arbitro:                                        | Sandi Putros   |               |       |                                                                  |

| Arbitro: | Michal Ocenáš |

|           |           |                    |
| Gueye 45’ | Marcatori | 9’ Doriev 63’ Guri |

| Skopje 21 luglio 2022, ore 17:30 CEST ritorno → | Makedonija G.P.    | 0 – 0 referto | CSKA Sofia | FFM Training Centre (402 spett.)\| Arbitro: \| Bram Van Driessche \| |
| Arbitro:                                        | Bram Van Driessche |               |            |                                                                      |

| Arbitro: | Kai Erik Steen |

|                  |           |  |
| Nonikashvili 41’ | Marcatori |  |

| Arbitro: | Rob Hennessy |

|  |           |                                    |
|  | Marcatori | 18’ Kanichowsky 22’, 54’ Jovanović |

| Arbitro: | Marcel Birsan |

|  |           |              |
|  | Marcatori | 68’ Dragsnes |

| Arbitro: | Willy Delajod |

|                                                       |           |         |
| Kaasa 49’ Haugen 55’ Breivik 60’ Mannsverk 81’ (rig.) | Marcatori | 14’ Alm |

| Arbitro: | Gergő Bogár |

|  |           |           |
|  | Marcatori | 53’ Çiçek |

| Arbitro: | Aristotelis Diamantopoulos |

|                            |           |                        |
| Ikaunieks 46’ Väyrynen 84’ | Marcatori | 60’ Spătaru 87’ Camara |

| Arbitro: | Georgi Davidov |

|  |           |            |
|  | Marcatori | 78’ Berger |

| Arbitro: | Nenad Minaković |

|             |           |             |
| Zahovič 85’ | Marcatori | 28’ Riveros |

| Arbitro: | Genc Nuza |

|  |           |                                            |
|  | Marcatori | 43’ Torres 45’ Soisalo 50’ Douglas Aurélio |

| Arbitro: | Ferenc Karakó |

|                         |           |                        |
| Maxuell 56’, 61’ (rig.) | Marcatori | 28’ Štulić 90+2’ Gakou |

| Arbitro: | Kaspar Sjöberg |

|                                       |           |                    |
| Kodro 30’, 74’ Rus 67’ Zivzivadze 90’ | Marcatori | 16’ Raphael Alemão |

| Vienna 21 luglio 2022, ore 19:00 CEST ritorno → | Rapid Vienna   | 0 – 0 referto | Lechia Danzica | Allianz Stadion (12 700 spett.)\| Arbitro: \| Elchin Masiyev \| |
| Arbitro:                                        | Elchin Masiyev |               |                |                                                                 |

| Arbitro: | Ívar Orri Kristjánsson |

|  |           |                                      |
|  | Marcatori | 21’, 32’ Sor 45+1’ Ewerton 56’ Lingr |

| Arbitro: | António Nobre |

|              |           |  |
| Johansen 84’ | Marcatori |  |

| Arbitro: | Amine Kourgheli |

|                      |           |  |
| Ndoye 38’ Szalai 48’ | Marcatori |  |

| Anversa 21 luglio 2022, ore 19:00 CEST ritorno → | Anversa         | 0 – 0 referto | Drita | Bosuilstadion (8 215 spett.)\| Arbitro: \| Philip Farrugia \| |
| Arbitro:                                         | Philip Farrugia |               |       |                                                               |

| Chișinău 21 luglio 2022, ore 19:00 CEST ritorno → | Petrocub Hîncești | 0 – 0 referto | Laçi | Stadio Zimbru (5 439 spett.)\| Arbitro: \| Krzysztof Jakubik \| |
| Arbitro:                                          | Krzysztof Jakubik |               |      |                                                                 |

| Arbitro: | Jérémie Pignard |

|                    |           |  |
| Welton 1’ Bari 19’ | Marcatori |  |

| Arbitro: | Urs Schnyder |

|                                         |           |                            |
| Stepanjuk 4’ Kozyrenko 24’ Čeljadin 69’ | Marcatori | 17’ Stefanelli 44’ Larsson |

| Praga 21 luglio 2022, ore 19:00 CEST ritorno → | Sparta Praga          | 0 – 0 referto | Viking | Stadion Letná (12 667 spett.)\| Arbitro: \| Manfredas Lukjančukas \| |
| Arbitro:                                       | Manfredas Lukjančukas |               |        |                                                                      |

| Arbitro: | Espen Eskås |

|                        |           |             |
| Jehezkel 1’ Hatuel 52’ | Marcatori | 76’ Kancavy |

| Arbitro: | Ivan Bebek |

|                    |           |  |
| Caju 53’ Gomis 66’ | Marcatori |  |

| Arbitro: | Irakli Kvirikashvili |

|           |           |           |
| Szysz 81’ | Marcatori | 2’ Itzhak |

| Arbitro: | Viktor Shimusik |

|            |           |                                         |
| Omrani 19’ | Marcatori | 16’, 51’ Kovač 35’ Mijailović 66’ Lukić |

| Arbitro: | Don Robertson |

|                                                  |           |           |
| Ștefănescu 45+4’ Păun 84’ Karamatic 90+3’ (aut.) | Marcatori | 4’ Sešlar |

| Arbitro: | Walter Altmann |

|                                                              |           |                     |
| Gray 16’ (rig.), 79’ Iturbe 28’ Rafael Camacho 31’ Palma 61’ | Marcatori | 11’ (aut.) Leismann |

| Arbitro: | Christian-Petru Ciochirca |

|            |           |                            |
| Vučkić 13’ | Marcatori | 38’ Finndell 54’ Edvardsen |

| Arbitro: | Lukas Fähndrich |

|                   |           |  |
| De Wit 12’ (rig.) | Marcatori |  |

| Arbitro: | Luka Bilbija |

|                              |           |            |
| Yusuf 17’, 41’, 44’ Iván 75’ | Marcatori | 23’ Cowans |

| Arbitro: | Andrew Davey |

|  |           |                 |
|  | Marcatori | 30’ Guillaumier |

| Arbitro: | Kári Á Høvdanum |

|  |           |           |
|  | Marcatori | 27’ Keena |

| Arbitro: | Ishmael Barbara |

|               |           |          |
| Forrester 60’ | Marcatori | 28’ Daku |

| Arbitro: | Goga Kikacheishvili |

|                                                                   |           |  |
| Ivi 4’ Wdowiak 42’ Gutkovskis 66’ Kočerhin 77’ Tudor 90+4’ (rig.) | Marcatori |  |

| Arbitro: | Gustavo Correia |

|  |           |                                     |
|  | Marcatori | 39’ Bytyqi 58’ Michalak 90+5’ Murić |

| Arbitro: | Paul Mclaughlin |

|            |           |                   |
| Hoxhaj 51’ | Marcatori | 45+2’ (rig.) Ivan |

| Arbitro: | Denys Shurman |

|                                            |           |  |
| Steindórsson 88’ Gunnlaugsson 90+5’ (rig.) | Marcatori |  |

| Arbitro: | Henrik Nalbandyan |

|                                       |           |  |
| Lameiras 4’ Tiago Silva 39’ Silva 65’ | Marcatori |  |

##### Ritorno

###### Campioni
| Arbitro: | Gal Leibovitz |

|  |           |           |
|  | Marcatori | 31’ Tošić |

| Oswestry 26 luglio 2022, ore 19:15 CEST ← andata | The New Saints  | 0 – 0 (tot.: 0-2) referto | Víkingur | Park Hall (537 spett.)\| Arbitro: \| Ivaylo Stoyanov \| |
| Arbitro:                                         | Ivaylo Stoyanov |                           |          |                                                         |

| Arbitro: | Adam Ladebäck |

|                                                    |           |  |
| Rrahmani 6’, 8’, 69’ Abazi 73’, 90+1’ Krasniqi 75’ | Marcatori |  |

| Arbitro: | Kristoffer Hagenes |

|               |           |                 |
| Soldevila 21’ | Marcatori | 51’ (rig.) Deac |

| Arbitro: | Christian-Petru Ciochirca |

|                |           |  |
| Klettskarð 66’ | Marcatori |  |

| Arbitro: | Igor Stojchevski |

|              |           |                |
| Vatsadze 64’ | Marcatori | 76’ Czerwiński |

| Arbitro: | Henrik Nalbandyan |

|           |           |          |
| Õigus 79’ | Marcatori | 78’ Apap |

| Arbitro: | Yasar Kemal Ugurlu |

|                                     |           |                           |
| Janković 25’ Tičinović 36’ Ćuže 80’ | Marcatori | 51’ Ismajlgeci 83’ Xhixha |

###### Piazzate
| Arbitro: | Miloš Milanović |

|                              |           |  |
| Mendes 45+3’ Björnström 107’ | Marcatori |  |

| Arbitro: | Nicolas Laforge |

|                         |           |                 |
| Gogolashvili 82’ (rig.) | Marcatori | 45’, 90+3’ Gray |

| Arbitro: | Tomas Klima |

|  |           |              |
|  | Marcatori | 16’ Kočerhin |

| Arbitro: | Trustin Farrugia Cann |

|               |           |                                                     |
| Gînsari 45+2’ | Marcatori | 27’ Bispo 53’ Miettinen 88’ Carrillo 90+1’ Valenčič |

| Arbitro: | Chrysovalantis Theouli |

|               |           |  |
| Mešanović 39’ | Marcatori |  |

| Arbitro: | Damian Sylwestrzak |

|                                             |                      |                            |
| Mošnikov Palumets Singhateh Saarma Tambedou | Tiri di rigore 5 – 3 | Alemão Lima Wbeymar Duarte |

| Arbitro: | Christopher Jäger |

|                        |           |                |
| Muradov 34’ Santos 73’ | Marcatori | 44’ Zivzivadze |

| Arbitro: | Peter Bankes |

|            |           |                        |
| Baidoo 40’ | Marcatori | 54’ Breivik 83’ Fofana |

| Arbitro: | Dario Bel |

|  |           |                 |
|  | Marcatori | 9’ Ndayishimiye |

| Arbitro: | Visar Kastrati |

|                          |           |            |
| Vevatne 45’ Traore 90+2’ | Marcatori | 42’ Zelený |

| Arbitro: | Snir Levy |

|                    |           |  |
| Hien 55’ Banda 84’ | Marcatori |  |

| Arbitro: | Jasmin Šabotić |

|                       |           |                  |
| Babec 39’ Soisalo 58’ | Marcatori | 53’ (rig.) Maslo |

| Arbitro: | Jamie Robinson |

|         |           |  |
| Said 1’ | Marcatori |  |

| Arbitro: | Aristotelis Diamantopoulos |

|                     |           |                         |
| Williams 35’ (rig.) | Marcatori | 73’ Štefánik 79’ Bukata |

| Arbitro: | Tomasz Musiał |

|                                                                             |           |  |
| Olayinka 18’, 29’ Jurečka 20’ Fila 34’ Tiehi 49’ Ewerton 90+3’ Traoré 90+4’ | Marcatori |  |

| Arbitro: | Iwan Arwel Griffith |

|                                                 |           |                       |
| Mathew 23’ Friðjónsson 42’, 56’, 61’ Rösler 85’ | Marcatori | 31’ Laine 90+1’ Rojas |

| Arbitro: | Sebastian Gishamer |

|                                    |                      |                                  |
| Kvesić 61’ Krefl 70’               | Marcatori            |                                  |
| Nukić Crnomarković Ziljkić Prtajin | Tiri di rigore 2 – 4 | Mitrea Tudorie Damașcan Gheorghe |

| Arbitro: | Marcel Birsan |

|                                                |           |  |
| Mattheij 31’ Jomov 61’ Tufegdžić 78’ Nazon 87’ | Marcatori |  |

| Arbitro: | Bastian Dankert |

|                               |           |  |
| Donyoh 38’ Eddy 57’ Saief 62’ | Marcatori |  |

| Arbitro: | Morten Krogh |

|                            |           |  |
| Chebake 45+1’ Efraim 90+3’ | Marcatori |  |

| Arbitro: | Andrei Chivulete |

|                                              |                      |                                   |
| Tolordava 15’ Petrov 77’ Pejović 102’ (rig.) | Marcatori            | 15’, 90+4’ Jefferson 117’ Maxuell |
| Pejović Mesarović Michibuchi Petrov          | Tiri di rigore 1 – 3 | Maxuell Mendoza Pisani            |

| Arbitro: | César Soto Grado |

|                  |           |             |
| Tiago Dantas 56’ | Marcatori | 25’ Ronaldo |

| Arbitro: | Ondřej Berka |

|                                     |           |  |
| Mateiu 58’ Raúl Silva 62’ Găman 80’ | Marcatori |  |

| Tel Aviv 28 luglio 2022, ore 19:30 CEST ← andata | Maccabi Tel Aviv | 0 – 0 (tot.: 3-0) referto | Zirə | Stadio Bloomfield (11 703 spett.)\| Arbitro: \| Mario Zebec \| |
| Arbitro:                                         | Mario Zebec      |                           |      |                                                                |

| Arbitro: | Jonathan Lardot |

|                                                     |           |                                |
| Dawa 44’ Edjouma 55’ Coman 80’ Radunović 87’ (rig.) | Marcatori | 69’ Sikharulidze 78’ Tabatadze |

| Arbitro: | Alessandro Dudic |

|               |           |                           |
| Zwoliński 82’ | Marcatori | 16’ Kühn 18’ (rig.) Grüll |

| Arbitro: | Kevin Clancy |

|                                      |           |            |
| Bejtulai 11’ Doriev 33’ Ramadani 85’ | Marcatori | 25’ Murata |

| Arbitro: | Bulat Sariyev |

|                                               |           |  |
| Badamosi 39’, 41’ Ivanović 52’ Spasojević 73’ | Marcatori |  |

| Arbitro: | Manuel Schüttengruber |

|              |           |                                            |
| Mazrekaj 38’ | Marcatori | 54’ Cotogoi 74’, 75’ Ambros 90+3’ Cojocaru |

| Arbitro: | Sander van der Eijk |

|  |           |                               |
|  | Marcatori | 53’ Krasniqi 90+8’ Balikwisha |

| Arbitro: | Besfort Kasumi |

|             |           |            |
| Sasere 101’ | Marcatori | 88’ Kotnik |

| Arbitro: | Bojan Pandžić |

|                      |           |  |
| Blaney 4’ Mata 90+1’ | Marcatori |  |

| Arbitro: | Alexandre Boucaut |

|                                                       |           |  |
| Hedlund 17’ (rig.), 33’ Kvistgaarden 52’ Divković 62’ | Marcatori |  |

| Arbitro: | Urs Schnyder |

|                                                              |                      |                                                                      |
| Bobičanec Majić Daku Klepač Šroler Beganović Obradović Cipot | Tiri di rigore 5 – 6 | Doyle Coughlan Cotter McClelland Grivosti Timmermans Atakayi Redmond |

| Arbitro: | Abdulkadir Bitigen |

|                                         |           |  |
| Nsame 2’ (rig.) Rrudhani 41’ Niasse 72’ | Marcatori |  |

| Arbitro: | Novak Simović |

|                          |           |  |
| Rahmanović 37’ Calvo 43’ | Marcatori |  |

| Arbitro: | Marian Alexandru Barbu |

|  |           |            |
|  | Marcatori | 85’ Hatuel |

| Arbitro: | Juri Frischer |

|           |           |  |
| Jonny 15’ | Marcatori |  |

| Arbitro: | Tom Owen |

|                        |           |                 |
| Janković 38’ Adžić 86’ | Marcatori | 51’ Þorvaldsson |

| Arbitro: | Anastasios Papapetrou |

|  |           |                        |
|  | Marcatori | 62’ Ivaniadze 71’ Koné |

| Serravalle 28 luglio 2022, ore 20:45 CEST ← andata | Tre Fiori       | 0 – 0 (tot.: 0-1) referto | B36 Tórshavn | San Marino Stadium (280 spett.)\| Arbitro: \| Daniel Schlager \| |
| Arbitro:                                           | Daniel Schlager |                           |              |                                                                  |

| Arbitro: | Ashot Ghaltakhchyan |

|  |           |                                               |
|  | Marcatori | 34’ De Wit 61’ Paulidīs 63’ Lahdo 81’ De Jong |

| Felcsút 28 luglio 2022, ore 21:00 CEST ← andata | Puskás Akadémia          | 0 – 0 (tot.: 0-3) referto | Vitória Guimarães | Pancho Aréna (2 325 spett.)\| Arbitro: \| Jakob Alexander Sundberg \| |
| Arbitro:                                        | Jakob Alexander Sundberg |                           |                   |                                                                       |

| Arbitro: | David Šmajc |

|           |           |            |
| Burns 53’ | Marcatori | 36’ Millar |

| Arbitro: | Juxhin Xhaja |

|                             |           |  |
| Krstović 26’ Veselovský 34’ | Marcatori |  |

### Terzo turno

#### Sorteggio
Il sorteggio per il terzo turno di qualificazione si terrà il 18 luglio 2022, 14:00 CEST.
Al terzo turno di qualificazione giocheranno un totale di 64 squadre. Saranno divisi in due percorsi:
- Campioni (10 squadre): 8 vincitori del secondo turno di qualificazione (Percorso campioni), la cui identità non sarà nota al momento del sorteggio, e 2 perdenti del primo turno di qualificazione della Champions League.
- Piazzate (54 squadre): 9 squadre che entrano in questo turno e 45 vincitrici del secondo turno di qualificazione (Percorso piazzate).

Per le vincitrici del secondo turno di qualificazione, la cui identità non sarà nota al momento del sorteggio, verrà utilizzato il coefficiente di club della squadra con il punteggio più alto in ogni accoppiamento. Le squadre della stessa federazione non possono essere sorteggiate l'una contro l'altra.
La prima squadra estratta è la squadra che giocherà in casa la gara di andata.
| Gruppo 1                                                      | Gruppo 2                                |
| ------------------------------------------------------------- | --------------------------------------- |
| RFS Riga Ballkani Víkingur KÍ Klaksvík Hibernians Lech Poznań | Šachcër Salihorsk Tirana CFR Cluj Tobyl |

| Gruppo 1                                              | Gruppo 1                                                      | Gruppo 2                                                  | Gruppo 2                                              | Gruppo 3                                         | Gruppo 3                                              |
| Teste di serie                                        | Non teste di serie                                            | Teste di serie                                            | Non teste di serie                                    | Teste di serie                                   | Non teste di serie                                    |
| ----------------------------------------------------- | ------------------------------------------------------------- | --------------------------------------------------------- | ----------------------------------------------------- | ------------------------------------------------ | ----------------------------------------------------- |
| Raków Częstochowa İstanbul Başakşehir Škendija Viking | Spartak Trnava Breiðablik Sligo Rovers AIK                    | Young Boys Vitória Guimarães Anderlecht Viborg            | KuPS Hajduk Spalato B36 Tórshavn Paide                | Basilea AZ Alkmaar Anversa CSKA Sofia            | Brøndby Dundee Utd St Patrick's Lillestrøm            |
| Gruppo 4                                              | Gruppo 4                                                      | Gruppo 5                                                  | Gruppo 5                                              | Gruppo 6                                         | Gruppo 6                                              |
| Teste di serie                                        | Non teste di serie                                            | Teste di serie                                            | Non teste di serie                                    | Teste di serie                                   | Non teste di serie                                    |
| Maccabi Tel Aviv APOEL FCSB Gil Vicente Wolfsberger   | Riga FC Qyzyljar DAC Dunajská Streda Gżira Utd Arīs Salonicco | Twente Molde Rapid Vienna Hapoel Be'er Sheva Levski Sofia | Lugano Kisvárda Neftçi Baku Ħamrun Spartans Čukarički | Slavia Praga Zorja Konyaspor Djurgården Fehérvár | Sepsi U Craiova Vaduz Petrocub Hîncești Panathīnaïkos |

#### Risultati
| Squadra 1           | Totale          | Squadra 2           | Andata   | Ritorno     |
| Campioni            | Campioni        | Campioni            | Campioni | Campioni    |
| ------------------- | --------------- | ------------------- | -------- | ----------- |
| Víkingur            | 2 - 4           | Lech Poznań         | 1 - 0    | 1 - 4 (dts) |
| RFS Riga            | 4 - 2           | Hibernians          | 1 - 1    | 3 - 1       |
| Ballkani            | 4 - 4 (4-3 dtr) | KÍ Klaksvík         | 3 - 2    | 1 - 2 (dts) |
| Zrinjski Mostar     | 2 - 1           | Tobyl               | 1 - 0    | 1 - 1       |
| Šachcër Salihorsk   | 0 - 1           | CFR Cluj            | 0 - 0    | 0 - 1       |
| Piazzate            |                 |                     |          |             |
| Spartak Trnava      | 0 - 3           | Raków Częstochowa   | 0 - 2    | 0 - 1       |
| AIK                 | 2 - 2 (3-2 dtr) | Škendija            | 1 - 1    | 1 - 1 (dts) |
| Viking              | 5 - 2           | Sligo Rovers        | 5 - 1    | 0 - 1       |
| Breiðablik          | 1 - 6           | İstanbul Başakşehir | 1 - 3    | 0 - 3       |
| KuPS                | 0 - 5           | Young Boys          | 0 - 2    | 0 - 3       |
| Paide               | 0 - 5           | Anderlecht          | 0 - 2    | 0 - 3       |
| Viborg              | 5 - 1           | B36 Tórshavn        | 3 - 0    | 2 - 1       |
| Hajduk Spalato      | 3 - 2           | Vitória Guimarães   | 3 - 1    | 0 - 1       |
| Brøndby             | 2 - 2 (1-3 dtr) | Basilea             | 1 - 0    | 1 - 2 (dts) |
| Lillestrøm          | 1 - 5           | Anversa             | 1 - 3    | 0 - 2       |
| CSKA Sofia          | 2 - 1           | St Patrick's        | 0 - 1    | 2 - 0       |
| Dundee Utd          | 1 - 7           | AZ Alkmaar          | 1 - 0    | 0 - 7       |
| APOEL               | 1 - 0           | Qyzyljar            | 1 - 0    | 0 - 0       |
| DAC Dunajská Streda | 0 - 2           | FCSB                | 0 - 1    | 0 - 1       |
| Riga FC             | 1 - 5           | Gil Vicente         | 1 - 1    | 0 - 4       |
| Wolfsberger         | 4 - 0           | Gżira Utd           | 0 - 0    | 4 - 0       |
| Maccabi Tel Aviv    | 3 - 2           | Arīs Salonicco      | 2 - 0    | 1 - 2       |
| Molde               | 4 - 2           | Kisvárda            | 3 - 0    | 1 - 2       |
| Neftçi Baku         | 2 - 3           | Rapid Vienna        | 2 - 1    | 0 - 2 (dts) |
| Lugano              | 1 - 5           | Hapoel Be'er Sheva  | 0 - 2    | 1 - 3       |
| Ħamrun Spartans     | 2 - 2 (4-1 dtr) | Levski Sofia        | 0 - 1    | 2 - 1 (dts) |
| Čukarički           | 2 - 7           | Twente              | 1 - 3    | 1 - 4       |
| Zorja               | 1 - 3           | U Craiova           | 1 - 0    | 0 - 3       |
| Vaduz               | 5 - 3           | Konyaspor           | 1 - 1    | 4 - 2       |
| Sepsi               | 2 - 6           | Djurgården          | 1 - 3    | 1 - 3       |
| Fehérvár            | 7 - 1           | Petrocub Hîncești   | 5 - 0    | 2 - 1       |
| Slavia Praga        | 2 - 1           | Panathīnaïkos       | 2 - 0    | 0 - 1       |

Note
1. 1 2  Inversione di campo rispetto all'esito del sorteggio.

##### Andata

###### Campioni
| Arbitro: | Genc Nuza |

|          |           |           |
| Ilić 85’ | Marcatori | 39’ Vella |

| Adapazarı 4 agosto 2022, ore 19:00 CEST ritorno → | Šachcër Salihorsk    | 0 – 0 referto | CFR Cluj | Sakarya Atatürk Stadyumu (0 spett.)\| Arbitro: \| Giannīs Papadopoulos \| |
| Arbitro:                                          | Giannīs Papadopoulos |               |          |                                                                           |

| Arbitro: | Espen Eskås |

|                                       |           |                     |
| Gripshi 30’ Korenica 41’ Rrahmani 50’ | Marcatori | 69’, 88’ Klettskarð |

| Arbitro: | Juxhin Xhaja |

|                  |           |  |
| Sigurpálsson 45’ | Marcatori |  |

| Arbitro: | António Nobre |

|              |           |  |
| Janković 76’ | Marcatori |  |

###### Piazzate
| Arbitro: | Henrik Nalbandyan |

|                                         |           |  |
| Bonde 21’ (rig.) Leemans 48’ Ndione 52’ | Marcatori |  |

| Arbitro: | Jakob Kehlet |

|             |           |             |
| Aurélio 18’ | Marcatori | 63’ Boselli |

| Klagenfurt 3 agosto 2022, ore 19:30 CEST ritorno → | Wolfsberger  | 0 – 0 referto | Gżira Utd | Wörthersee Stadion (2 114 spett.)\| Arbitro: \| Urs Schnyder \| |
| Arbitro:                                           | Urs Schnyder |               |           |                                                                 |

| Arbitro: | Rade Obrenovič |

|  |           |          |
|  | Marcatori | 69’ Tamm |

| Arbitro: | Gergő Bogár |

|  |           |                           |
|  | Marcatori | 25’ (rig.) Nsame 40’ Elia |

| Arbitro: | Igor Pajač |

|  |           |                       |
|  | Marcatori | 30’, 45+1’ (rig.) Ivi |

| Arbitro: | David Fuxman |

|  |           |                        |
|  | Marcatori | 10’ Refaelov 40’ Silva |

| Arbitro: | Ruddy Buquet |

|                        |           |  |
| Schranz 45+2’ Usor 56’ | Marcatori |  |

| Arbitro: | Dario Bel |

|                     |           |                   |
| Jaber 44’ Saief 60’ | Marcatori | 90+5’ Burgstaller |

| Arbitro: | Igor Stojchevski |

|                                   |           |  |
| Hussain 63’ Fofana 81’ Linnes 82’ | Marcatori |  |

| Arbitro: | Dennis Higler |

|                          |           |  |
| Jovanović 29’ Zahavi 84’ | Marcatori |  |

| Arbitro: | Erik Lambrechts |

|            |           |  |
| Efraim 27’ | Marcatori |  |

| Arbitro: | Manuel Schüttengruber |

|  |           |             |
|  | Marcatori | 87’ Atakayi |

| Arbitro: | Daniel Stefański |

|               |           |                                |
| Knudsen 45+3’ | Marcatori | 5’ Almeida 50’, 86’ Nainggolan |

| Arbitro: | Radu Petrescu |

|                                                             |           |                   |
| Tripić 4’ Friðjónsson 8’ Traore 53’ Sandberg 60’ Austbø 86’ | Marcatori | 89’ (rig.) Cawley |

| Arbitro: | Bram Van Driessche |

|              |           |           |
| Guidetti 17’ | Marcatori | 1’ Hasani |

| Arbitro: | Willy Delajod |

|  |           |               |
|  | Marcatori | 90+5’ Krăstev |

| Arbitro: | Georgi Davidov |

|               |           |  |
| Nahnoinyi 56’ | Marcatori |  |

| Arbitro: | Paweł Raczkowski |

|                    |           |                                     |
| Tudorie 79’ (rig.) | Marcatori | 26’ (rig.) Edvardsen 31’, 54’ Asoro |

| Arbitro: | Manfredas Lukjančukas |

|            |           |           |
| Sasere 72’ | Marcatori | 88’ Demir |

| Arbitro: | Harald Lechner |

|           |           |                             |
| Kovač 59’ | Marcatori | 8’ Rots 31’ Vlap 43’ Brenet |

| Arbitro: | Michael Fabbri |

|  |           |                        |
|  | Marcatori | 39’ Yosefi 85’ Selmani |

| Arbitro: | Filip Glova |

|              |           |  |
| Divković 74’ | Marcatori |  |

| Arbitro: | Petri Viljanen |

|               |           |                              |
| Einarsson 63’ | Marcatori | 38’, 90+2’ Aleksić 52’ Türüç |

| Arbitro: | Vilhjálmur Alvar Þórarinsson |

|                                                                           |           |  |
| Dárdai 20’ Kodro 23’ (rig.) Stopira 35’ Petrjak 66’ Zivzivadze 88’ (rig.) | Marcatori |  |

| Arbitro: | Vítor Ferreira |

|               |           |  |
| Middleton 61’ | Marcatori |  |

| Arbitro: | Mohammed Al-Hakim |

|                                       |           |                 |
| Sahiti 67’ Melnjak 75’ Krovinović 87’ | Marcatori | 61’ Miguel Maga |

##### Ritorno

###### Campioni
| Arbitro: | Nathan Verboomen |

|           |           |          |
| Deblé 53’ | Marcatori | 34’ Ćuže |

| Arbitro: | Morten Krogh |

|              |           |  |
| Betancor 37’ | Marcatori |  |

| Arbitro: | Goga Kikacheishvili |

|                                              |                      |                                      |
| Mikkelsen 56’ Da Silva 89’                   | Marcatori            | 83’ Krasniqi                         |
| Bjartalíð Holvad Poulsen Danielsen Andreasen | Tiri di rigore 3 – 4 | Thaçi Dellova Gripshi Zyba Emërllahu |

| Arbitro: | Kateryna Monzul' |

|                  |           |                                |
| Grech 71’ (rig.) | Marcatori | 45’ (rig.) Mareš 78’, 87’ Ilić |

| Arbitro: | Julian Weinberger |

|                                                |           |              |
| Ishak 32’ Velde 44’ Marchwiński 96’ Sousa 119’ | Marcatori | 90+5’ Djurić |

###### Piazzate
| Arbitro: | Nick Walsh |

|  |           |                                                         |
|  | Marcatori | 12’ Baribo 33’ Baumgartner 59’ (rig.) Röcher 84’ Boakye |

| Arbitro: | Pavel Orel |

|                |           |                        |
| Przybylski 79’ | Marcatori | 64’ Mortimer 86’ Jatta |

| Arbitro: | Ali Palabıyık |

|             |           |  |
| Anderson 5’ | Marcatori |  |

| Nur-Sultan 11 agosto 2022, ore 15:30 CEST ← andata | Qyzyljar       | 0 – 0 (tot.: 0-1) referto | APOEL | Astana Arena (6 380 spett.)\| Arbitro: \| Daniel Siebert \| |
| Arbitro:                                           | Daniel Siebert |                           |       |                                                             |

| Arbitro: | Allard Lindhout |

|              |           |  |
| Kočerhin 68’ | Marcatori |  |

| Arbitro: | Jérôme Brisard |

|                  |           |                     |
| Sandu 34’ (rig.) | Marcatori | 31’, 39’ Zivzivadze |

| Arbitro: | Sascha Stegemann |

|                             |           |          |
| Finndell 12’ Asoro 23’, 71’ | Marcatori | 8’ Matei |

| Arbitro: | Guillermo Cuadra Fernández |

|                                           |           |                                      |
| Guilherme 18’ (rig.) Hadžiahmetović 90+5’ | Marcatori | 28’, 89’ Gasser 31’ Sutter 67’ Çiçek |

| Arbitro: | Kristo Tohver |

|                                        |           |          |
| Pröpper 16’ Vlap 34’ Tzolīs 84’, 90+2’ | Marcatori | 7’ Adžić |

| Arbitro: | Juan Martínez Munuera |

|                                                |           |                    |
| Miguel Vítor 51’ Hajdari 61’ (aut.) Hatuel 85’ | Marcatori | 73’ (rig.) Doumbia |

| Arbitro: | Christian Dingert |

|                              |                      |                             |
| Frei 40’ (rig.) Zeqiri 45+5’ | Marcatori            | 45+1’ Kvistgaarden          |
| Diouf Ndoye Szalai Males     | Tiri di rigore 3 – 1 | Radošević Salech Greve Bjur |

| Arbitro: | Peter Bankes |

|            |           |               |
| Šporar 58’ | Marcatori | 90+5’ Jurečka |

| Arbitro: | Matej Jug |

|                                     |           |  |
| Raúl Silva 5’ Baiaram 53’ Bancu 57’ | Marcatori |  |

| Arbitro: | Əliyar Ağayev |

|            |           |  |
| Cordea 28’ | Marcatori |  |

| Arbitro: | Duje Strukan |

|                             |           |  |
| Valencia 11’ Verstraete 69’ | Marcatori |  |

| Arbitro: | Tamás Bognár |

|                                 |           |  |
| Okaka 44’ Touba 74’ Aleksić 84’ | Marcatori |  |

| Arbitro: | István Kovács |

|                        |                      |                                       |
| Tsunami 90+1’          | Marcatori            | 78’ Guillaumier 90+2’ Camenzuli       |
| Petkov Tsunami Krăstev | Tiri di rigore 1 – 4 | Freitas Montebello Guillaumier Fedele |

| Arbitro: | John Beaton |

|                              |           |            |
| Gray 60’ (rig.) Doukouré 81’ | Marcatori | 74’ Zahavi |

| Arbitro: | Giorgi Kruashvili |

|                                  |           |  |
| Fábio Silva 62’ Murillo 71’, 75’ | Marcatori |  |

| Arbitro: | Novak Simović |

|                |           |  |
| Fitzgerald 44’ | Marcatori |  |

| Arbitro: | Donald Robertson |

|                                     |                      |                                            |
| Hasani 22’ (rig.)                   | Marcatori            | 56’ Y. Ayari                               |
| Stojanovski Dita Doriev Cake Hasani | Tiri di rigore 2 – 3 | Larsson Hussein Stefanelli Björnström Ring |

| Arbitro: | Rohit Saggi |

|                       |           |  |
| Grüll 66’ Druijf 112’ | Marcatori |  |

| Arbitro: | Horatiu Feșnic |

|  |           |                               |
|  | Marcatori | 12’ Garcez 81’ (rig.) Turicov |

| Arbitro: | Alain Durieux |

|                |           |               |
| Asani 14’, 29’ | Marcatori | 69’ Mannsverk |

| Arbitro: | Mykola Balakin |

|                                                           |           |  |
| Ngonda 16’ (aut.) Villodres 22’ Navarro 45+1’, 76’ (rig.) | Marcatori |  |

| Arbitro: | Antonio Mateu Lahoz |

|                                                                     |           |  |
| Paulidīs 21’, 36’ Reijnders 31’, 41’ Evjen 44’ De Wit 46’ Lahdo 74’ | Marcatori |  |

| Arbitro: | Stéphanie Frappart |

|                          |           |  |
| Nsame 3’, 57’ Sierro 35’ | Marcatori |  |